# Yegor Letov
Igor "Yegor" Fyodorovich Letov (por vezes grafado Egor, em russo: И́горь "Его́р" Фёдорович Ле́тов; 10 de setembro de 1964 – 19 de fevereiro de 2008),  foi um poeta, músico, cantor e compositor, engenheiro de áudio e artista conceitual russo, mais conhecido como fundador e líder da banda de rock pós-punk / psicodélico Grazhdanskaya Oborona (em russo: Гражданская Оборона, lit: Defesa Civil). Ele também foi o fundador do projeto de vanguarda de arte conceitual Kommunizm e do grupo de rock psicodélico Egor i Opizdenevshie. Letov colaborou com a cantora e compositora Yanka Dyagileva e outros artistas underground siberianos como engenheiro de som e produtor.

## Biografia
Em 1985, a filosofia dissidente expressa nas letras de Letov, bem como sua popularidade em toda a URSS, resultou em uma internação iniciada pela KGB por três meses em um hospital psiquiátrico, onde Letov foi forçado a tomar medicamentos antipsicóticos. Após sua libertação, ele desafiadoramente escreveu uma canção sobre Lenin "apodrecendo em seu mausoléu". 
Letov foi um dos primeiros membros do Partido Nacional Bolchevique.  Ele encerrou contato com o partido por volta de 1999 e se distanciou da política. Em sua entrevista de 2007 para a Rolling Stone Rússia, Letov declarou: "Na verdade, sempre fui um anarquista — e ainda sou. Mas agora estou mais interessado nos aspectos ecológicos do anarquismo contemporâneo, eco-anarquismo, é para isso que tenho me movido recentemente". 
Letov morreu de insuficiência cardíaca durante o sono em 19 de fevereiro de 2008 em sua casa em Omsk .   Ele tinha 43 anos.

## Influências
Em uma entrevista, Letov expressou que seus poetas favoritos eram Alexander Vvedensky (1904–1941), um dos escritores do OBERIU, e os poetas futuristas russos, como Vladimir Mayakovsky e Aleksei Kruchenykh. No início de seu interesse pela poesia, ele foi influenciado pelo poeta austríaco Erich Fried . Ele também expressou seu interesse no conceitualismo e falou sobre seu próprio trabalho na música punk e na criação de uma imagem pública como uma obra de arte performática conceitual. Os escritores favoritos de Letov, que afetaram consideravelmente sua visão de mundo e estilo de escrita, foram Andrei Platonov, Fiódor Dostoiévski, Henry Miller, Bruno Schulz, Flann O'Brien, Leonid Andreev, Ryunosuke Akutagawa, Kōbō Abe e Kenzaburō Ōe. 
Ele disse que sua música, em parte, reflete tudo o que ele já ouviu antes. 

## Legado
A poetisa Elena Fanailova afirmou que Letov era "[Um] artista realmente fodido e realmente livre, cuja principal e única missão era experimentar os limites de sua própria liberdade" e "certamente um grande e significativo autor, que criou seu próprio mundo - que, no entanto, funciona apenas no contexto da civilização pós-soviética". 

## Discografia
Fonte: 

### Grazhdanskaya Oborona

#### Álbuns de estúdio
- Poganaya molodyozh' (1985)
- Optimizm (1985)
- Myshelovka (1987)
- Khorosho!! (1987)
- Totalitarizm (1987)
- Nekrofiliya (1987)
- Krasnyy albom (1987)
- Vse idet po planu (1988)
- Tak zakalyalas stal (1988)
- Boevoi stimul (1988)
- Toshnota (1989)
- Pesni radosti i schastya (1989)
- Zdorovo i vechno (1989)
- Armageddon-pops (1989)
- Voina (1989)
- Russkoe pole eksperimentov (1989)
- Instruktsiya po vyzhivaniyu (1990)
- Solntsevorot (1995)
- Nevynosimaya legkost bytiya (1996)
- Zvezdopad (2001)
- Dolgaya schastlivaya zhizn (2004)
- Reanimatsiya (2005)
- Zachem snyatsya sny? (2007)

### Carreira solo

#### Álbuns de estúdio
- Russkoe pole eksperimenta (akustika) (1988)
- Vershki i koreshki (1989)
- Vse kak u lyudei (1989)
- Muzyka vesny (1994)

## Filmes
- I Don't Believe in Anarchy, Documentary, RUS/CH 2015, Dir.: Anna Tsyrlina, Natalya Chumakova. [11]
- Project Egor Letov, Documentary, Medusa 2019.